# Tulica
Tulica – wieś w Bośni i Hercegowinie, w Federacji Bośni i Hercegowiny, w kantonie środkowobośniackim, w gminie Kiseljak. W 2013 roku liczyła 190 mieszkańców, z czego większość stanowili Boszniacy.